# Lázi
Lázi é um município da Hungria, situado no condado de Győr-Moson-Sopron. Tem 16,79 km² de área e sua população em 2015 foi estimada em 558 habitantes.